# Manuel Cassola Fernández
Manuel Cassola Fernández   (Hellín, 26 d'agost de 1837 - Madrid, 10 de maig de 1890) va ser un militar i polític espanyol.
Fill de l'italià instal·lat a Hellín i dedicat a l'ensenyament anomenat Alberto Cassola, ingressa en l'Exèrcit estudiant en l'Acadèmia d'Infanteria de Toledo i sent ja sotstinent amb 19 anys. Entre 1862 i 1871 combat en la intervenció aliada a Mèxic i en la guerra de restauració a Santo Domingo. Es casa un any després amb María del Carmen Arce y Gutiérrez. Va combatre a la Tercera Guerra Carlina i gou ascendit a coronel en 1873 i a brigadier en 1874. Capità General de Granada en 1875, en 1876 és destinat a Cuba per combatre els separatistes, la qual cosa li val l'ascens a tinent general.
Fou elegit diputat per Cartagena a les eleccions generals espanyoles de 1879, 1881 i 1886 i posteriorment de senador per Canàries. Adscrit als liberals, entre març de 1887 i juny de 1888 és nomenat ministre de la Guerra.
Durant el seu mandat tractà d'engegar una ampli programa de reforma de l'Exèrcit que preveia el servei militar per acabar amb l'injust sistema de redempcions i la creació d'un modern cos d'Estat Major. Finalment, preveia la supressió de la dualitat d'ascensos i la creació d'un Banc Militar de Préstecs per acabar amb la precarietat de molts oficials. El programa finalment va fracassar per ser considerat socialment radical, encara que seria germen de les reformes dutes a terme, ja al segle posterior, per José Canalejas y Méndez en 1911 i Manuel Azaña en 1931. Va dimitir del càrrec en juny de 1888, sot el pretexte d'un conflicte protocol·lari que el va enfrontar amb Arsenio Martínez-Campos, un dels que més s'oposaven al projecte.